# Franz Knipping (Historiker)
Franz Johannes Knipping (* 9. März 1944 in Höxter) ist ein deutscher Historiker.

## Leben und Wirken
Franz Knipping wurde als Sohn des Bundesbahnbeamten Heinrich Knipping und dessen Frau Anna, geb. Weskamm, in Höxter geboren. Seine Schulzeit verbrachte er in Dortmund. Nach dem Abitur am Städtischen Aufbaugymnasium Dortmund im Frühjahr 1963 studierte er bis 1968 Geschichte, Romanistik und Politikwissenschaften an den Universitäten Münster und Tübingen. Seine wichtigsten Lehrer waren Heinz Gollwitzer und Heinrich Lausberg in Münster sowie Josef Engel, Theodor Eschenburg, Karl Friedrich Stroheker, Walter Mönch und Eugenio Coseriu in Tübingen. Im Frühjahr 1966 legte Knipping in Tübingen das Philosophikum und das Pädagogikum und im Frühjahr 1968 das Staatsexamen in Geschichte und Französisch ab. Von 1968 bis 1969 war er Assistent bei Josef Engel am Historischen Seminar der Universität Tübingen. Im Februar 1973 wurde er in Tübingen mit einer von Engel betreuten Arbeit über Die Amerikanische Russlandpolitik in der Zeit des Hitler-Stalin-Paktes 1939–1941 promoviert (Zweitgutachter der Dissertation war Hans Rothfels). 1984 folgte ebenda die Habilitation mit einer Arbeit über die deutsch-französischen Beziehungen in der Zeit der Weltwirtschaftskrise. Von 1970 bis 1974 war Knipping Angestellter im Auswärtigen Amt in Bonn und Mitherausgeber der Aktenedition „Akten zur deutschen auswärtigen Politik 1918–1945“. Nach einem 18-monatigen Forschungsaufenthalt in Paris, gefolgt von einer zweijährigen Tätigkeit als Referent der Volkswagenstiftung in Hannover, wurde er 1978 Hochschulassistent, 1984 Professor am Seminar für Zeitgeschichte der Universität Tübingen. Von 1994 bis 2010 hatte er den Lehrstuhl für Neuere und Neueste Geschichte an der Bergischen Universität Wuppertal inne und übernahm danach als Seniorprofessor die Koordinierung des Master-Studiengangs Europäistik der Universität. 1990 und 1996 wurden ihm von der Europäischen Kommission Jean-Monnet-Professuren verliehen (in Tübingen bzw. Wuppertal). 2007 erhielt er den französischen Orden Palmes Académiques (Chevalier).
Knipping lehrt und forscht über die Geschichte der Internationalen Beziehungen und der Europäischen Integration, mit Themen der deutschen, französischen, europäischen und amerikanischen Geschichte sowie der Geschichte Südostasiens. Hierzu hat er zahlreiche Bücher und wissenschaftliche Beiträge vorgelegt. Gemeinsam mit Heinz Duchhardt ist er Herausgeber des Handbuchs der Geschichte der Internationalen Beziehungen, dessen neunten Band über Die Welt im Kalten Krieg er verfassen sollte.
Knipping hat Gastdozenturen und Lehraufträge an den Universitäten Paris-Sorbonne (Paris IV), Strasbourg, Florenz (Europäisches Hochschulinstitut), Bangkok (Chulalongkorn), Kaliningrad (Technische Universität), Berlin (Humboldt), Augsburg, Hannover, Rostock sowie am Institut d’Etudes Politiques in Paris wahrgenommen. Er war Initiator, Organisator und Koordinator zahlreicher Projekte und wissenschaftlicher Tagungen. Namentlich hat er von 1992 bis 1999 das European Studies Programme der Europäischen Kommission in Bangkok geleitet.

## Schriften (Auswahl)

### Monographien
- Die amerikanische Rußlandpolitik in der Zeit des Hitler-Stalin-Pakts, 1939–1941. Mohr/Siebeck, Tübingen 1974 (= Tübinger Studien zur Geschichte und Politik. Bd. 30). ISBN 3-16-836031-7 (Zugleich: Tübingen, Dissertation, 1973).
- Deutschland, Frankreich und das Ende der Locarno-Ära, 1928–1931. Studien zur internationalen Politik in der Anfangsphase der Weltwirtschaftskrise. Oldenbourg, München/Wien 1987, ISBN 3-486-53161-1 (Zugleich: Tübingen, Habilitations-Schrift, 1984).
- Rom, 25. März 1957. Die Einigung Europas. dtv, München 2004, ISBN 3-423-30609-2.

### Herausgeberschaften
- Akten zur deutschen auswärtigen Politik 1918–1945. Aus dem Archiv des Auswärtigen Amts. Serie C: 1933–1937. Das Dritte Reich. Die Ersten Jahre. Vandenhoeck und Ruprecht, Göttingen 1971–1975;
  - Bd. 1: Januar – Oktober 1933,
  - Bd. 2: Oktober 1933 – Juni 1934,
  - Bd. 3 (mit Gerhard Rakenius): April 1935 – März 1936.
- mit Hans von Mangoldt und Volker Rittberger: The United Nations System and Its Predecessors. Bd. 1: The United Nations System. Bd. 2: Predecessors of the United Nations. Oxford University Press, Oxford/New York 1997, ISBN 0-19-826596-4 (Eine zweisprachige Ausgabe – englisch-deutsch bzw. französisch-deutsch – erschien in drei Bänden 1995 und 1996 in den Verlagen Beck/München und Stämpfli/Bern).
- mit Klaus-Jürgen Müller: Machtbewußtsein in Deutschland am Vorabend des Zweiten Weltkrieges, Schöningh, Paderborn 1984, ISBN 3-506-77470-0.
- mit Josef Becker: Power in Europe? Britain, France, Italy and Germany in a Postwar World, 1945–1950. De Gruyter, Berlin/New York 1986. ISBN 0-89925-261-3.
- mit Jacques Le Rider: Frankreichs Kulturpolitik in Deutschland, 1945–1950. Attempto, Tübingen 1987, ISBN 3-921552-47-8.
- mit Ernst Weisenfeld: Eine ungewöhnliche Geschichte. Deutschland-Frankreich seit 1870. Geleitwort von Lothar Späth. Europa Union Verlag, Bonn 1988, ISBN 3-7713-0310-9.
- mit Jürgen Heideking und Gerhard Hufnagel: Wege in die Zeitgeschichte. Festschrift zum 65. Geburtstag von Gerhard Schulz. De Gruyter, Berlin/New York 1989, ISBN 3-11-011738-X.
- Federal Conceptions in EU Member States. Traditions and Perspectives (= Schriftenreihe des Europäischen Zentrums für Föderalismus-Forschung. Bd. 1). Nomos, Baden-Baden 1994, ISBN 3-7890-3663-3.
- mit Klaus-Jürgen Müller: Aus der Ohnmacht zur Bündnismacht. Das Machtproblem in der Bundesrepublik Deutschland 1945–1960, Schöningh, Paderborn 1995, ISBN 3-506-77493-X.
- mit Louis Dupeux und Rainer Hudemann: Eliten in Deutschland und Frankreich im 19. und 20. Jahrhundert. Strukturen und Beziehungen / Elites en France et en Allemagne aux XIXème et XXème siècles. Structures et relations (= Schriften des Deutsch-Französischen Historikerkomitees. Bd. 2). Oldenbourg, München 1996, ISBN 3-486-56094-8.
- Le fédéralisme personnaliste aux sources de l’Europe de demain / Der personalistische Föderalismus und die Zukunft Europas (= Schriftenreihe des Europäischen Zentrums für Föderalismus-Forschung. Bd. 7). Nomos, Baden-Baden 1996, ISBN 3-7890-4190-4.
- mit Piyanart Bunnag und Vimolvan Phatharodom: Europe and Southeast Asia in the Contemporary World. Mutual Influences and Comparisons. International Conference of Historians, Wuppertal, 8–10 October 1998 (= Asia-Europe Studies Series. Bd. 4). Nomos, Baden-Baden 1999, ISBN 3-7890-6252-9.
- mit Ralph Dietl: Begegnung zweier Kontinente. Die Vereinigten Staaten und Europa seit dem Ersten Weltkrieg (= Studien und Texte zur amerikanischen Kultur und Geschichte. Bd. 8). Wissenschaftlicher Verlag WVT, Trier 1999, ISBN 3-88476-371-7.
- mit Piyanart Bunnag und Sud Chonchirdsin: Europe-Southeast Asia in the Contemporary World. Mutual Images and Reflections 1940s–1960s. International Conference of Historians, Bangkok, 25–27 August 1999 (= Asia-Europe Studies Series. Bd. 6), Nomos, Baden-Baden 2000, ISBN 3-7890-6947-7.
- mit Suthiphand Chirathivat, Poul Henrik Lassen, Chia Siow Yue: Asia-Europe on the Eve of the 21st Century. Saksopha Press, Bangkok and Singapore 2001, ISBN 974-7227-64-9.
- mit Klaus Held: Europa von innen und außen. Universalität und Partikularität (= Europäische und Internationale Studien. Bd. 1). Wissenschaftlicher Verlag WVT, Trier 2001, ISBN 3-88476-481-0.
- mit Matthias Schönwald: Aufbruch zum Europa der zweiten Generation. Die europäische Einigung 1969–1984 (= Europäische und Internationale Studien. Bd. 3). Wissenschaftlicher Verlag WVT, Trier 2004, ISBN 3-88476-652-X.
- mit Paul J. J. Welfens, Suthiphand Chirathivat, Cillian Ryan: Integration in Asia and Europe. Historical Dynamics, Political Issues, and Economic Perspectives. Springer, Berlin/New York 2006, ISBN 3-540-28729-9.
- mit Gerrit Walther und Sabine Mangold: Europa und die Wissenschaft. Große Forscherpersönlichkeiten und ihr Werk (= Europäische und Internationale Studien. Bd. 5). Wissenschaftlicher Verlag WVT, Trier 2007, ISBN 978-3-88476-905-8.
- mit Paul J. J. Welfens, Cillian Ryan, Suthiphand Chirathivat: EU-ASEAN. Facing Economic Globalisation. Springer, Berlin/New York 2009, ISBN 978-3-540-87388-4.